# Jeleniewo (gmina)
Jeleniewo – gmina wiejska w województwie podlaskim, w powiecie suwalskim. W latach 1975–1998 gmina położona była w województwie suwalskim.
Siedziba gminy to Jeleniewo.
Według danych z 30 czerwca 2008 gminę zamieszkiwało 3045 osób.

## Struktura powierzchni
Według danych z roku 2012 gmina Jeleniewo ma obszar 131,37 km², w tym:
- użytki rolne: 77%
- użytki leśne: 10,8%

Gmina stanowi 10,08% powierzchni powiatu.

## Demografia

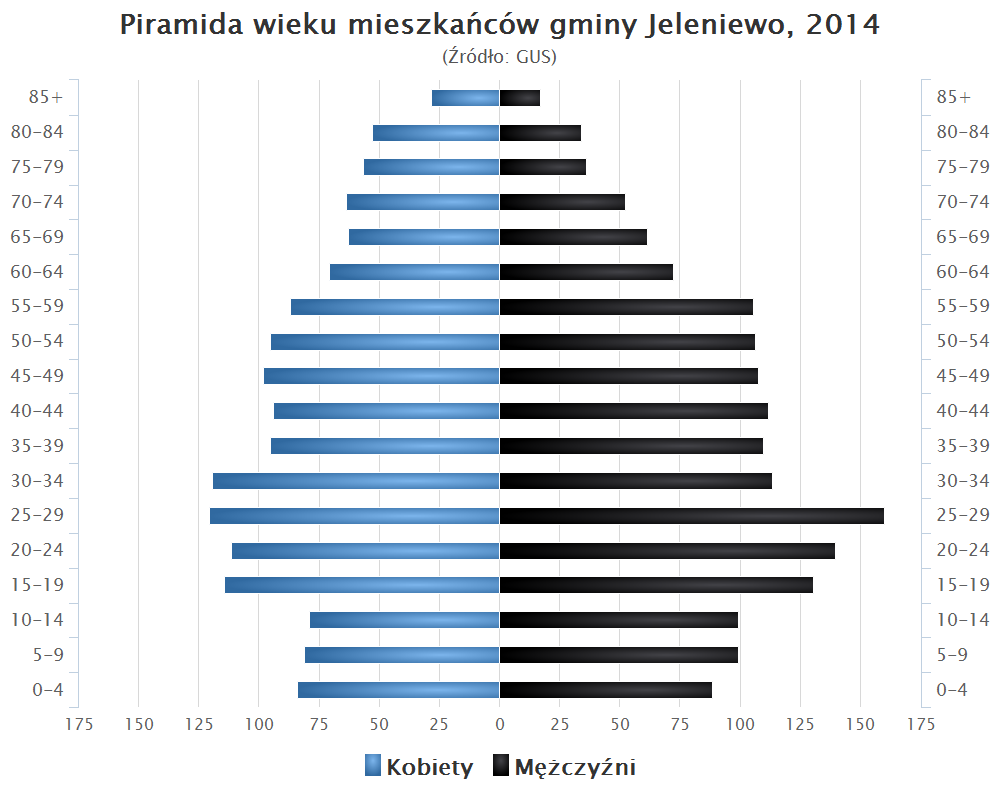
Piramida wieku mieszkańców gminy Jeleniewo w 2014 roku

Dane z 30 czerwca 2008:
| Opis                              | Ogółem | Ogółem | Kobiety | Kobiety | Mężczyźni | Mężczyźni |
| --------------------------------- | ------ | ------ | ------- | ------- | --------- | --------- |
| jednostka                         | osób   | %      | osób    | %       | osób      | %         |
| populacja                         | 3045   | 100    | 1466    | 48,14   | 1579      | 51,86     |
| gęstość zaludnienia (mieszk./km²) | 23,10  | 23,10  | 11,12   | 11,12   | 11,98     | 11,98     |

## Sołectwa
Bachanowo, Białorogi, Błaskowizna, Czajewszczyzna, Czerwone Bagno, Gulbieniszki, Hultajewo, Ignatówka, Jeleniewo, Kazimierówka, Krzemianka, Leszczewo, Łopuchowo, Malesowizna, Okrągłe, Podwysokie Jeleniewskie, Prudziszki, Rutka, Rychtyn, Sidorówka, Sidory, Sidory Zapolne, Suchodoły, Sumowo, Szeszupka, Szurpiły, Ścibowo, Udryn, Udziejek, Wodziłki, Wołownia, Zarzecze Jeleniewskie, Żywa Woda.
Miejscowość bez statusu sołectwa: Jaczno.

## Sąsiednie gminy
Przerośl, Rutka-Tartak, Suwałki, Suwałki, Szypliszki, Wiżajny